# Sondheim vor der Rhön
Sondheim vor der Rhön é um município da Alemanha, situado no distrito de Rhön-Grabfeld, no estado da Baviera. Tem 15,58 km² de área, e sua população em 2019 foi estimada em 921 habitantes.